# Cognac-la-Forêt
 Cognac-la-Forêt  (en occitano Conhac la Forest) es una población y comuna francesa, situada en la región de Lemosín, departamento de Alto Vienne, en el distrito de Rochechouart y cantón de Saint-Laurent-sur-Gorre.

## Demografía
| 1043 | 951 | 801 | 864 | 893 | 890 | 1047 |
| Para los censos de 1962 a 1999 la población legal corresponde a la población sin duplicidades (Fuente: INSEE [Consultar]) |     |     |     |     |     |      |